# Camp de Les Corts
Das Camp de Les Corts, oft nur Les Corts genannt, war ein Fußballstadion in Barcelona. Zwischen 1922 und 1957 trug der FC Barcelona in diesem Stadion seine Heimspiele aus.

## Geschichte
Auf Initiative von Klubpräsident Joan Gamper erfolgte am 19. Februar 1922 die Grundsteinlegung für das Stadion Les Corts. Gamper steuerte zur Errichtung des Stadions eine Million Peseten bei. Nach einer Bauzeit von knapp drei Monaten fand am 22. Mai 1922 das Eröffnungsspiel statt, dabei besiegte der FC Barcelona den FC St. Mirren mit 2:1.
Am 14. Juni 1925, zu Zeiten der Militärdiktatur Primo de Riveras, kam es im Les Corts zu einem Eklat. Vor dem Spiel des FC Barcelona gegen eine englische Schiffsmannschaft pfiffen die Barça-Fans die traditionell eingespielte spanische Nationalhymne aus. Als daraufhin die Englische Hymne aufgeführt wurde, spendete das Publikum stürmischen Beifall. Die Regierung befahl infolgedessen die Schließung des Stadions für sechs Monate, später auf drei Monate reduziert. Zudem musste Vereinspräsident Gamper sein Amt aufgeben und das Land verlassen. Während des Spanischen Bürgerkriegs bombardierten die Faschisten das Vereinsgelände des FC Barcelona, das Stadion blieb jedoch unversehrt.
Zweimal diente das Stadion als Austragungsort für ein Länderspiel der spanischen Nationalelf: 1924 beim 2:1-Sieg gegen Österreich und 1953 beim 3:1-Sieg gegen Belgien. 1923 war Les Corts Schauplatz des spanischen Pokalfinales, das Athletic Bilbao und CE Europa bestritten (1:0).
Im Les Corts feierte der FC Barcelona 1929 seine erste spanische Liga-Meisterschaft, die als Höhepunkt des „Goldenen Zeitalters“ des Vereins gilt. Ähnlich erfolgreich war die Mannschaft von 1952 um den Ungar László Kubala. Diese gewann im besagten Jahr fünf Pokale in einem Jahr, wodurch sich die Mitgliederzahl des FC Barcelona rasant erhöhte. Das führte in der Folge dazu, dass die Zuschauerkapazität des Les Corts nicht mehr ausreichend war und die Vereinsführung den Bau des Camp Nou ansetzte. Der FC Barcelona zog 1957 ins Camp Nou um, die Reservemannschaft CD Condal spielte bis 1965 weiter im Les Corts.
Am 4. Februar 1966 ließ der FC Barcelona das Stadion abreißen, um drei Monate später das Grundstück für 226 Millionen Peseten an die Immobiliengesellschaft Habitat zu verkaufen.

## Kapazität
Bei der Eröffnung verfügte das Stadion über 20.000 Sitzplätze sowie eine überdachte Tribüne für 1.500 Zuschauer. Im Laufe der Zeit wurde das Stadion mehrfach umgebaut und bot schließlich bis zu 60.000 Zuschauern Platz. 1926 erhielt die Westseite des Stadions eine Überdachung und die Terrassierung wurde auf drei weitere Seiten ausgedehnt. Dadurch stieg die Kapazität des Stadions auf 45.000. Weitere Umbaumaßnahmen nahm der Verein zwischen 1944 und 1950 vor. Die größte davon war 1945 abgeschlossen und betraf die modern überdachte, 104 × 26 Meter große Haupttribüne.